# Dizionario dei cognomi e soprannomi in Calabria
Il Dizionario dei cognomi e soprannomi in Calabria è un dizionario scritto dal filologo tedesco Gerhard Rohlfs e pubblicato la prima volta nel 1979; successivamente ebbe due ristampe, una nell'ottobre del 1986 e una nel settembre del 1993.
È edito da Longo editore.

## Cognomi
Rohlfs iniziò ad interessarsi allo studio dei cognomi calabresi fin dal 1930 nell'ottica di delineare ancora più marcatamente la differenza fra la Calabria latina a nord e la Calabria greca a sud che si è latinizzata solo in tempi recenti.
I cognomi calabresi oltre all'influenza greca e latina, presentano anche origine araba, normanna, spagnola, albanese, germanica e francese.
Vengono tralasciati i cognomi che sono a diffusione nazionale (Rossi, Bianco...) mentre per i cognomi peculiari della regione Rohlfs ha cercato di circoscrivere il meglio possibile la zona di diffusione.
Nel dizionario viene indicata anche l'origine etimologica del cognome.

## Soprannomi
I soprannomi  sono state rintracciati con visite in loco o raccolti da studiosi locali.
Origine del soprannome o ingiuria nasce con qualsiasi pretesto: da dicerie paesane, dalla vita quotidiana, dal ripetersi di certe azioni, modi di fare e dire, dal proprio lavoro.
Può essere inteso sia in modo offensivo che semplicemente per individuare la persona.
Anche in questo caso si è cercato di circoscrivere la zona di diffusione del soprannome.

## Struttura del dizionario

### Dizionario dei Soprannomi
- Introduzione
- Tavola delle sigle bibliografiche
- Provincia di Cosenza
- Provincia di Catanzaro (all'epoca comprendente i territori delle province di  Crotone e  Vibo Valentia, istituite solo nel 1992)
- Provincia di Reggio Calabria
- Supplemento al dizionario dei soprannomi
- Appendice al dizionario dei soprannomi

## Dedica dell'opera
(Gerhard Rohlfs, 1932)